# Atomic Energy of Canada Limited
Atomic Energy of Canada Limited (AECL) är ett kanadensiskt federalt företag (Crown corporation) med ansvar för att förvalta Kanadas forskning och utveckling inom kärnenergi. Detta inkluderar stöd till CANDU-reaktorteknologin som utvecklades av AECL på 1950-talet.